# Desmodium glabellum
Desmodium glabellum är en ärtväxtart som först beskrevs av André Michaux, och fick sitt nu gällande namn av Dc. Desmodium glabellum ingår i släktet Desmodium och familjen ärtväxter. Inga underarter finns listade i Catalogue of Life.